# Омар ел Гамди
Омар ел Гамди (Мека, 11. април 1979) је професионални фудбалер и репрезентативац Саудијске Арабије који наступа у фудбалском клубу Ал Хилал из Саудијске Арабије.
Маркос Пакета, селектор репрезентације Саудијске Арабије, уврстио је Омара ел Гамдија у тим за Светско првенство у фудбалу 2006. у Немачкој. Омар ел Гамди игра на позицији везног играча.